# Eugenia Sacerdote de Lustig
Eugenia Sacerdote de Lustig (Turín, 9 de noviembre de 1910-Buenos Aires, 27 de noviembre de 2011) fue una médica y escritora ítalo-argentina. Prima de Rita Levi-Montalcini, fue la primera en probar la vacuna poliomielítica en Argentina. Investigó sobre la enfermedad de Alzheimer, la demencia vascular y el Parkinson (publicando más de 180 trabajos al respecto). Tiene publicado un libro de memorias titulado “De los Alpes al Río de la Plata”, escrito como recuerdo para sus nietos.

## Adolescencia y juventud
Eugenia nació en 1910 en Turín, Italia. Vivió allí la Primera Guerra Mundial. Cuando terminó la escuela primaria sus padres la llevaron por primera vez a un cine, como premio. La película era la historia de un jovencito italiano que viajaba a la Argentina a buscar a su madre que había ido como cocinera. Más tarde en una entrevista comentó que la historia la hizo llorar muchísimo porque Argentina "parecía un lugar tan lejano, tan lejano, y la historia me había emocionado".
El fascismo empezó y para 1922 todos los programas de los colegios se habían unificado. La dictadura no quería que las mujeres continuaran con su educación, porque necesitaban que se casaran y tuvieran hijos que se convertirían en soldados para la guerra. Así que la enviaron a un colegio femenino; "liceo femenino" quería decir que después de los seis años de estudio no iban a poder ingresar a la Universidad, por eso, con su prima Rita Levi-Montalcini, decidieron estudiar para graduarse en el Liceo Masculino que les daba la posibilidad de continuar con sus estudios. 
Entrar fue difícil. Necesitaban tomar ocho años de latín, cinco años de griego y todas las materias científicas naturales: matemáticas, física, química, biología. Por suerte encontraron a un profesor latinista que les ofreció apoyarlas si ellas mantenían la constancia y dedicación. Estudiaron durante un año, desde las 5 de la mañana hasta la medianoche sin parar y consiguieron aprobar todos los exámenes. Fue, según Eugenia, el examen más duro y las horas en las que más estudió en toda su vida. 

## Vocación y primeros años universitarios
Mientras estudiaba para los exámenes del Liceo, uno de sus hermanos tuvo un accidente de coche por el que fue internado en un pueblo cerca a Turín. Ella pasó varias noches con él porque se encontraba grave y necesitaba asistencia. Fue ahí donde conoció qué era un hospital, a los médicos, enfermeras y pacientes. Se acostumbró al ambiente de la medicina y empezó a interesarse mucho por los estudios en esta rama. 
Decidió prepararse para ingresar a la carrera de Medicina cuando esa elección era toda una osadía para una mujer. Resistiendo la negativa de su familia, logró entrar a la Facultad de Medicina de la Universidad de Turin en 1931. Solo cuatro mujeres lo consiguieron de un total de 500 ingresantes y se enfrentaron a la indiferencia, por no decir discriminación, de sus congéneres. Mantuvo en secreto su admisión y estudio a su madre, quien pensaba que cursaba Matemáticas, hasta que esta última encontró los huesos humanos que su hija usaba para estudiar. 
Con frecuencia sus compañeros le hacían bromas violentas. Le robaban los sombreros, guantes y mochilas para esconderlas o tirarlas lejos del campus, mientras que los profesores se reían y los solapaban. Uno de sus profesores, cuando se sentó para dar el examen de medicina legal, le dijo a su asistente "tómele usted examen a esta, porque total nunca va a hacer una autopsia en su vida".  
Era tan difícil para ellas entrar a la facultad sin que las acosaran que tuvieron que darle una propina al portero de la cátedra de anatomía que vivía ahí, para que las dejara entrar por su casa que era un camino lateral y les permitía entrar sin tener que pasar por todos los problemas de los estudiantes que las esperaban. 
Pese a esto, quedó seleccionada como ayudante de la cátedra de histología del profesor Giuseppe Levi junto a Rita, Salvador Luria y Renato Dulbecco, quienes recibirían el premio Nobel en fisiología o medicina años más tarde. Estudiaron el desarrollo de las fibras nerviosas y aprendieron algunos aspectos del cultivo de tejidos, técnica totalmente novedosa para la época. Gracias a este programa Eugenia comienza a dar sus primeros pasos en la ciencia, primero como ayudante de docencia y de investigación en neurociencias y luego en diversas ramas de la histología y la fisiología.
La primera vez que hizo guardia en el Hospital de Clínicas de la Universidad estaba esperando que viniera algún paciente y llegó un ciclista que tenía la rodilla y el rostro lleno de sangre. Lo único le dijo fue "Por favor señorita, llame a un médico de verdad", tomándola por enfermera. 

## Carrera científica
Una vez recibida, en 1936, se trasladó a Bélgica y trabajó como investigadora invitada en un instituto neurobiológico de Bruselas. A finales de 1937 se casó con Maurizio Lustig y un año después nació su hija Livia Lustig, quien también es médica y ha desarrollado una importante carrera docente en Argentina. Se fue a vivir a vivir a Roma, donde pensaba empezar a trabajar como médica. 
El advenimiento del nazismo en toda Europa puso cada vez más difícil la situación. En junio de 1938, Mussolini dictó las leyes de «Il manifesto della Razza» que le negaban a los judíos, entre otras cosas, el acceso a puestos de investigación y las empresas debían despedir a todos sus empleados judíos. Eugenia procedía de la familia sefardí, así que al día siguiente de las leyes le retiraron el carnet y le prohibieron trabajar como médica en Italia. 

Maurizio perdió el trabajo; su hermano, que trabajaba en los teléfonos, perdió el trabajo. No contaban con ningún tipo de ingreso y tampoco tenían la posibilidad de encontrar alguno en Roma, así que deciden emigrar. Intentaron ir a Estados Unidos, pero la cuota de inmigrantes ya estaba superada así que no aceptaron a ninguno más. Pensaron en Sudamérica. El director de la Pirelli, empresa en la que trabajaba su marido, le contó que abrirían una sucursal en Buenos Aires. Viajaron lo más pronto que pudieron. Por desgracia, apenas llegaron, estalló la Segunda Guerra Mundial y la fábrica no se instaló porque el tránsito marítimo se había detenido por los ataques de ambos lados. Su esposo entonces decide viajar a Brasil, para trabajar en San Paulo, mientras ella, su hija y su suegra se quedan en Argentina. 
"Toda mi familia, mi madre, mis hermanos, todos, primos, vivían en Nápoles y por diez años yo no los vi más, pero lo peor es que yo no sabía durante la guerra dónde estaban, yo no sabía dónde se habían escondido. Estuve tres años sin tener ninguna noticia de ellos. 

Finalmente se fueron todos a Estados Unidos, pero estuve tres años sin saber nada, sin saber si habían muerto".

## Premios y reconocimientos
- 1967 - Premio "Mujer del Año de Ciencias".
- 1977 - Premio A. Noceti y A. Tiscornia de la Academia Nacional de Medicina Argentina.
- 1978 - Premio Benjamín Ceriani por la Sociedad de Cirugía Torácica.
- 1979 - Premio otorgado por la Sociedad de Citología.
- 1983 - Diploma al Mérito en Genética y Citología de la Fundación Konex.
- 1984 - Premio Barón otorgado por LALCEC (Liga Argentina de Lucha contra el Cáncer).
- 1988 - Premio Alicia Moreau de Justo.
- 1991 - Premio José Manuel Estrada otorgado por el Arzobispado de Buenos Aires.
- 1990 - La línea 80 la nombró pasajera ilustre y le dio un pase de por vida. Era un premio a su constancia de viajar todos los días en ese colectivo a su trabajo como jefa de investigación del Instituto de Oncología Ángel Roffo.
- 1991 - Premio Trébol de Plata por el Rotary International.
- 1992 - Premio Hipócrates a la Medicina otorgado por la Academia Nacional de Medicina Argentina.
- 1994 - Premio Anual QUALITAS Profesor Doctor Braulio A. Moyano. Tema: Alteraciones cerebrales en la tercera edad. Título del Trabajo: Diagnóstico y marcadores periféricos en demencias tipo Alzheimer y vascular. Superóxido dismutasa en pacientes y familiares. Otorgado por Qualitas Médica y la Academia Nacional de Medicina Argentina.
- 2001 - Premio Anual QUALITAS Prof. Dr. Osvaldo Fustinoni. Tema: Avances en geriatría. Título del trabajo: Nuevos aportes en neurogeriatría - El impacto de los años - Valoración de la marcha/equilibrio y del estrés oxidativo asociados a patologías neurológicas en la edad avanzada. Otorgado por Qualitas Médica y la Academia Nacional de Medicina Argentina.
- 2003 - Mención especial en Ciencia y Tecnología de la Fundación Konex.
- 2004 - "Ciudadana ilustre de la Ciudad de Buenos Aires", otorgada por el Gobierno de la Ciudad de Buenos Aires.
- 2010 Premio Bernardo Houssay
- 2011 - "Medalla Conmemorativa del Bicentenario de la Revolución de Mayo 1810-2010", otorgada por el Senado de la Nación Argentina, por su trayectoria científica.